# الموجة بي (رسم قلب)

الموجة بي في رسم القلب (مميزة بالأحمر الداكن)

تُمثل الموجة بي (بالإنجليزية: P wave )‏ في رسم القلب زوال الاستقطاب الأذيني والذي ينتج عنه انقباض الأذين.